# X/V-1 (schip, 2005)

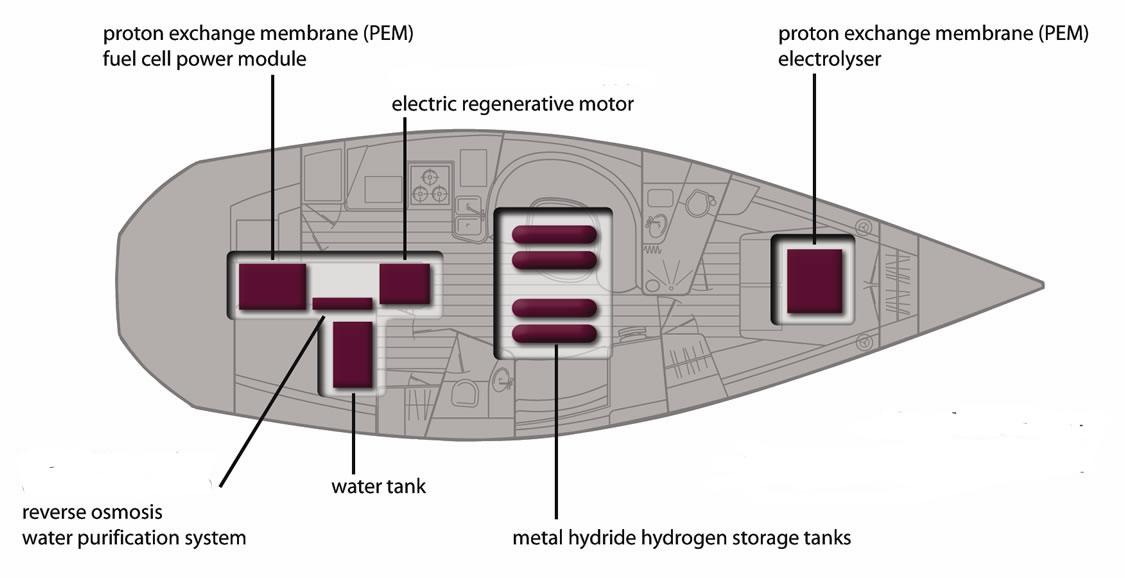
Schematische weergave van de XV 1

Het zeiljacht X/V-1 is gebouwd door Have.Blue uit Ventura. Bij dit jacht wordt de stroom voor de elektromotor opgewekt door een brandstofcel op waterstof. Het schip debuteerde in maart 2004 in Ventura Harbor, (Ventura, Californië). Het is het eerste jacht ter wereld dat on board waterstof produceert voor de aandrijving.

## Specificatie
Het on-board-systeem bestaat uit 2 zonnepanelen van 400 watt, een windgenerator van 90 watt, regeneratieve elektrische aandrijfmotoren, een omgekeerde-osmose-watermaker en een deionizerend filter voor het omzetten van gezuiverd zeewater naar waterstof. Wanneer het jacht onder zeil is wordt de schroef gebruikt om 500 watt elektriciteit te genereren voor de elektrolyse van water.
De boot is 42 voet lang, met 17 kg waterstof in een metaalhydride waterstoftank, een 10 kW PEM-brandstofcel, en een actieradius van 300 mijl bij 8 knopen op een volle tank.